# Francisco Vera Izquierdo
Francisco «Paco» Vera Izquierdo (Caracas, 12 de marzo de 1919-Ib., 13 de abril de 2011), fue un profesor de literatura, articulista, músico y funcionario público venezolano.

## Biografía
Hijo de Santiago Vera León y Antonia Izquierdo, sobrino del médico José Izquierdo. Estudió derecho en la Universidad Central de Venezuela y realizó en Nueva York una maestría en antropología general y un doctorado, ambos en la Universidad de Columbia. Entre 1949 y 1950, fue profesor de Literatura Española y Latín Medieval en esta universidad. Asimismo vivió una temporada en París. 
En su juventud manifestó sus inclinaciones políticas ingresando a la Unión Nacional Estudiantil, fundada por Rafael Caldera en 1936. Luego fue militante del partido Acción Nacional y del socialcristiano Copei, del cual se retiró por diferencias ideológicas. En las elecciones presidenciales de 1963 apoyó la candidatura del escritor Arturo Uslar Pietri.
Vera Izquierdo fue secretario de geología y fiscal del Ministerio de Obras públicas (MOP) y secretario de la Comisión de Educación en la Cámara de Diputados. También estuvo activo en el servicio diplomático como encargado de negocios en Bélgica. Entre 1964-1969, ejerció como concejal de Caracas. 
Además de su trayectoria como funcionario público, en el ámbito cultural Vera Izquierdo condujo programas educativos en la Televisora Nacional. En 1952 publicó un estudio sobre la décima popular venezolana: Cantares de Venezuela; en el diario El Nacional tuvo la columna «Lo que canta el pueblo de Venezuela». Junto al escritor Miguel Otero Silva, editó los poemas humorísticos Las Celestiales (1965). Como cantante, en 1992 presentó el disco Cantos y Corridos, bajo los arreglos del cuatrista Fredy Reyna, en donde grabó música popular venezolana del siglo XIX. 
En 2009 el cineasta John Petrizzelli le dedicó un mediometraje documental. Al año siguiente, el periodista Ramón Hernández publicó la semblanza-libro La incomparable, divertida y asombrosa vida de Paco Vera (2010).
Estuvo casado con Beatriz Baumeister. Falleció a los 92 años en su ciudad natal. 